# 科林·威瑟斯
科林·查尔斯·威瑟斯（英語：Colin Charles Withers；1940年3月2日—2020年12月28日）是一名英格蘭足球運動員，在場上的位置是守門員。他的足球生涯共在英格兰足球联赛上場245次及在荷兰足球甲级联赛上場29次，效力伯明翰和阿士東維拉期間各上場超過100次。之後曾在林肯城短暫效力，之後赴荷蘭踢球。在青年時期的威瑟斯曾代表英格蘭足球代表隊上次。